# Velika Petrovagorska
Velika Petrovagorska – wieś w Chorwacji, w żupanii krapińsko-zagorskiej, w gminie Lobor. W 2011 roku liczyła 237 mieszkańców.